# Castro de El Castillón
El Castillón es un yacimiento arqueológico situado en la localidad española de Santa Eulalia de Tábara del municipio de Moreruela de Tábara, en la provincia de Zamora, comunidad autónoma de Castilla y León.
El yacimiento, de unas 4 hectáreas, se encuentra situado en una zona amesetada, en la cima de un cerro situado en la margen derecha del río Esla. Incluye la presencia de un asentamiento  castreño, cuya ocupación tardorramana está constatada por la aparición de terra sigillata hispánica tardía (TSHT), así como una gran cantidad de cerámica gris estampillada DSP. La cerámica a mano recuperada es muy poco significativa, apareciendo en niveles muy residuales del poblado, pudiéndose encuadrar en la I Edad del Hierro.
Este poblado consta de una muralla perimetral en forma de "U" que rodeaba todo el perímetro del enclave a excepción del lado oriental, donde se encuentra el farallón rocoso.
Pertenece, desde 1985, al catálogo de bienes protegidos de la Junta de Castilla y León, en la categoría de arte rupestre, debido a la existencia de pinturas rupestres pertenecientes al arte esquemático en el Abrigo de El Castillón.

## Excavaciones arqueológicas

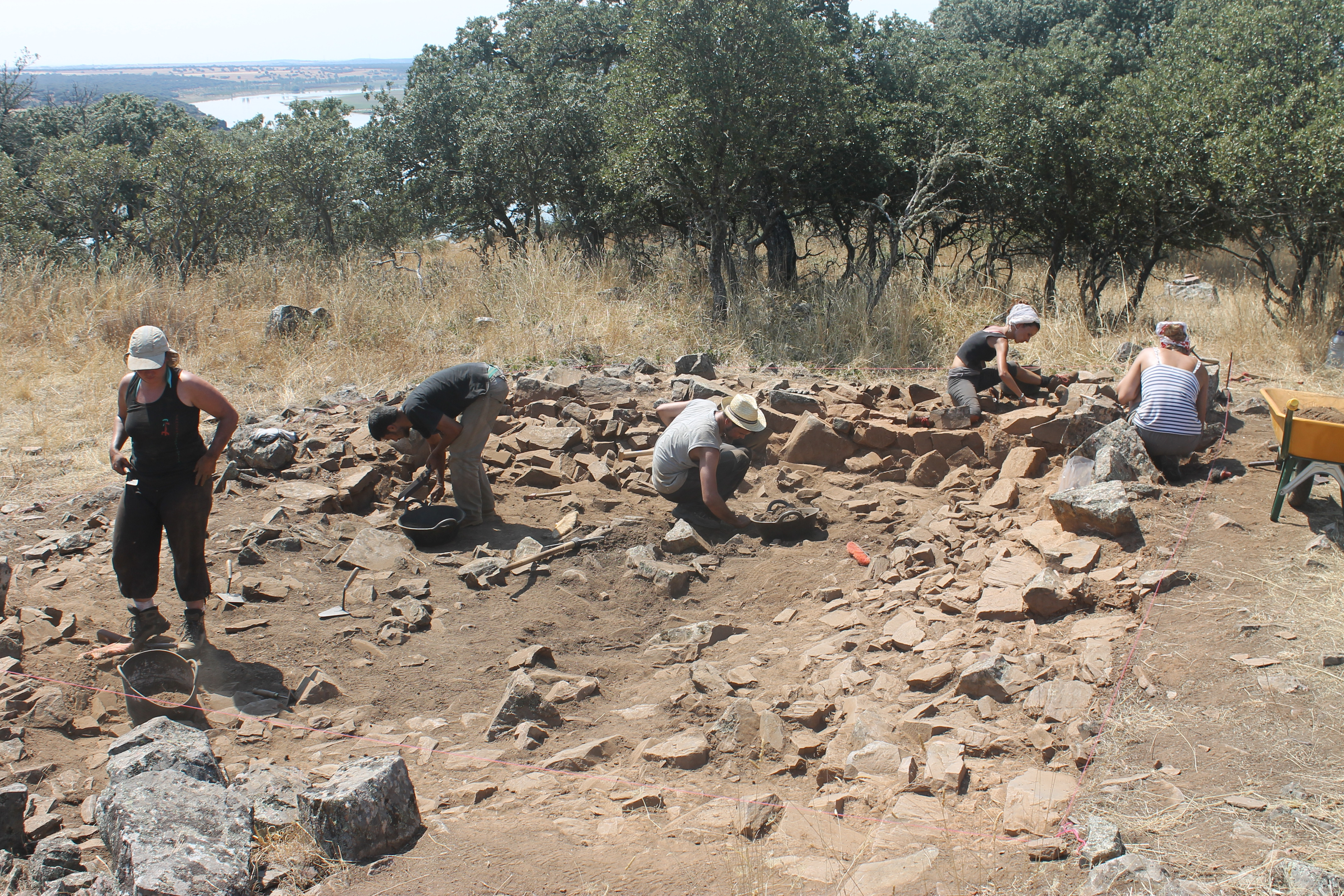
Excavación en el Castillón (2013).

Las excavaciones en este lugar comenzaron en el año 2007, de la mano del "Proyecto de Investigación y Difusión sobre el Patrimonio Arqueológico Protohistorico de la Provincia de Zamora". Las labores de excavación han sido dirigidas por José Carlos Sastre Blanco y Óscar Rodríguez Monterrubio, uniéndose al equipo de dirección Patricia Fuentes Melgar y Manuel Vázquez Fadón (Asociación Científico - Cultural Zamoraprotohistorica).
Estos trabajos de excavación se han prolongado desde el año 2007, en ocho campañas de excavaciones, teniendo lugar la última de ellas en el año 2015. Las excavaciones se han centrado en tres zonas fundamentales: los sistemas defensivos, la zona metalúrgica y el área doméstica.

## Abrigo de El Castillón - Arte Rupestre Esquemático
Además del castro, junto al yacimiento, en el escarpado farallón rocoso que desciende abruptamente desde la parte más alta de El Castillón en dirección al Esla; se encuentra un abrigo en roca con pinturas esquemáticas. Concretamente la una altitud es de 740 m y sus coordenadas geográficas son 41º51´20” de latitud Norte y 5º47´25” de latitud Oeste; siendo de pequeñas dimensiones (5,50 m de largo, con una profundidad máxima de 3,50 m y una altura que va desde 1,50 a 1,70 m, disponiéndose el espacio interior en forma de semicírculo). Conocido desde hace décadas, no será hasta 1987 cuando FERNÁNDEZ RIVERA se ocupe de su estudio y publicación, señalando que fue Santiago del Río, un vecino, su descubridor.
En el sector derecho del abrigo encontramos dos paneles con motivos pictóricos, más un tercero en la pared exterior de la visera que presenta este abrigo. El color predominante en todos los motivos representados es el rojo, aunque una misma pieza puede ofrecer distintas gamas cromáticas, lo que se debe, sin duda, a la acción de agentes erosivos y degradantes de las pinturas originales.
En el primero de los paneles, el que se sitúa en el exterior del abrigo, se puede observar un grupo de ocho barras, de entre 25 y 55 mm de longitud. Su estado de conservación es relativamente aceptable pese a que hayan perdido gran parte del color, debido a su mayor exposición a las condiciones climáticas. La irregularidad de trazo y la anchura que presenta de media hace pensar en una técnica básica, dibujadas directamente con los dedos o con algún tipo de pincel muy tosco. 
En el primero de los paneles interiores encontramos un antropomorfo, representado con las extremidades inferiores formando un arco y la superiores con un simple trazo vertical, así como la cabeza y el falo. El estado de conservación es notable, ya que se ha mantenido libre de líquenes y de las manchas de cal que afectan a otros sectores del abrigo.
A la derecha de este antropomorfo, y separado por una gran grieta en el panel, nos encontramos con una serie de tres barras de diferentes tamaños y grosores.
Finalmente, el tercer panel, ubicado más hacia el interior, contiene gran cantidad de motivos representados. Lamentablemente muchos de ellos se encuentran muy deteriorados por los líquenes y concreciones calcáreas, que de hecho cubren gran parte de la superficie pintada.
Entre los motivos plasmados nos encontramos con dos ancoriformes, en un estado de conservación bastante bueno, así como un arboriforme, parcialmente cubierto por la concreción calcárea que afecta la parte central del panel. Esta misma mancha afecta a otro motivo, muy difícil de detectar por estar muy deteriorado. Aunque a primera vista pueda ser interpretado como una gran flecha, su estudio nos lleva a pensar en un arboriforme o incluso un antropomorfo. Completando este panel por la parte superior, sobre una fractura de la roca se ven una serie de cinco barras verticales de diferentes tamaños, con el color también muy desvaído.

## Sistemas defensivos
Este poblado cuenta con un complejo sistema defensivo, formado por una muralla perimetral en forma de "U", que rodea todo el poblado menos por su zona oriental. Esta muralla principal está compuesta por bloques de cuarcita de gran tamaño y una coloración rojiza. Este paramento principal se ve reforzado por la existencia de una pequeña muralla o antemuro al exterior de la muralla principal, en su zona suroeste. Las excavaciones efectuadas en este elemento, en su zona Oeste y Norte, en el año 2008 y 2011, nos ofrece un elemento defensivo que poseería una anchura media de unos 4 a 5 metros, y una posible altitud de más de 5 metros.

## Zona metalúrgica

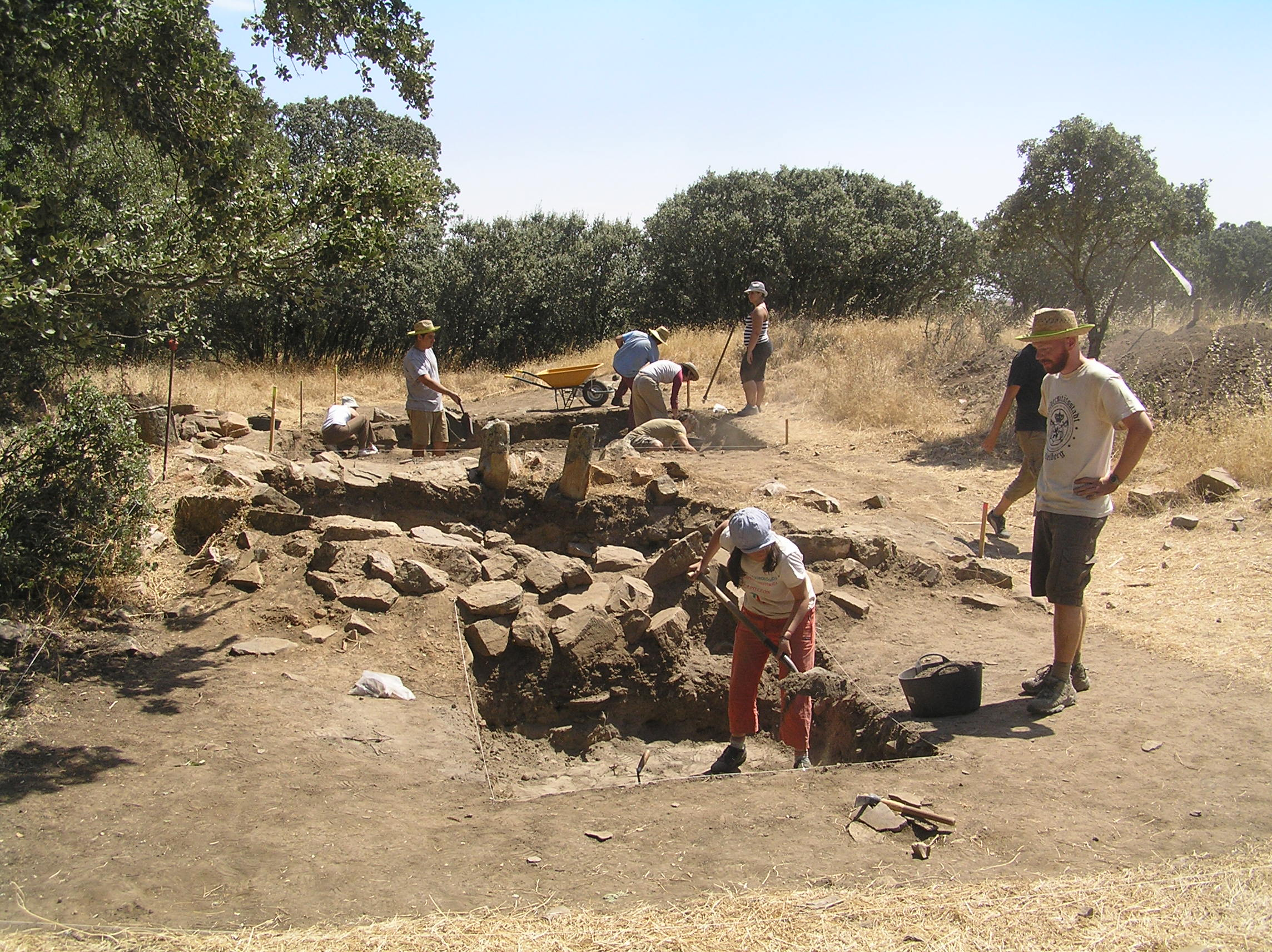
Zona metalúrgica.

El sector metalúrgico es una de las zonas donde más esfuerzos se han centrado, con el objetivo de poder conocer la metalúrgica de este poblado. Actualmente se conoce la presencia de tres hornos metalúrgicos, uno de ellos sobrepuesto a otro anterior. Son estructuras de planta ovalada, con un zócalo de piedra, y la cobertura estaría realizada mediante adobes. Presentan una pequeña entrada flanqueada por dos jambas de piedra.
En el interior de estos elementos se recuperaron una gran cantidad de escorias de hierro (más de 50 kg), así como algunos fragmentos de mineral de hierro. Gracias a los análisis realizados por el Prof. Antonio J. Criado Portal, y los técnicos Laura García Sánchez y Antonio Javier Criado Martín del Grupo de Tecnología Mecánica y Arqueometalúrgia de la Universidad Complutense de Madrid, podemos saber que se trata de hornos de reducción minera de hierro. Gracias a los numerosos análisis realizados sabemos que este mineral de hierro procedería de la cercana zona de la sierra de la Culebra.

## Área doméstica

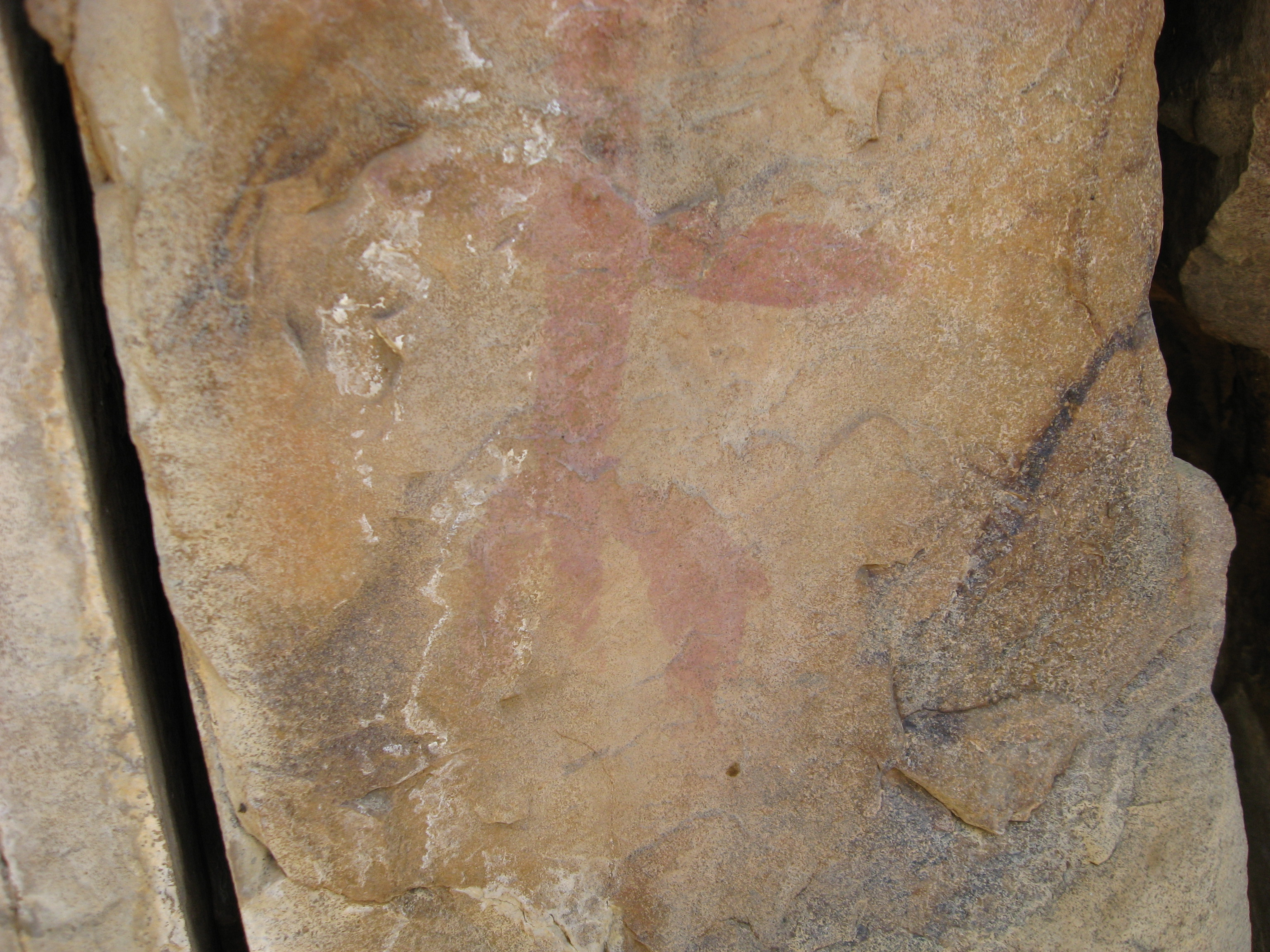
Arte rupestre esquemático.

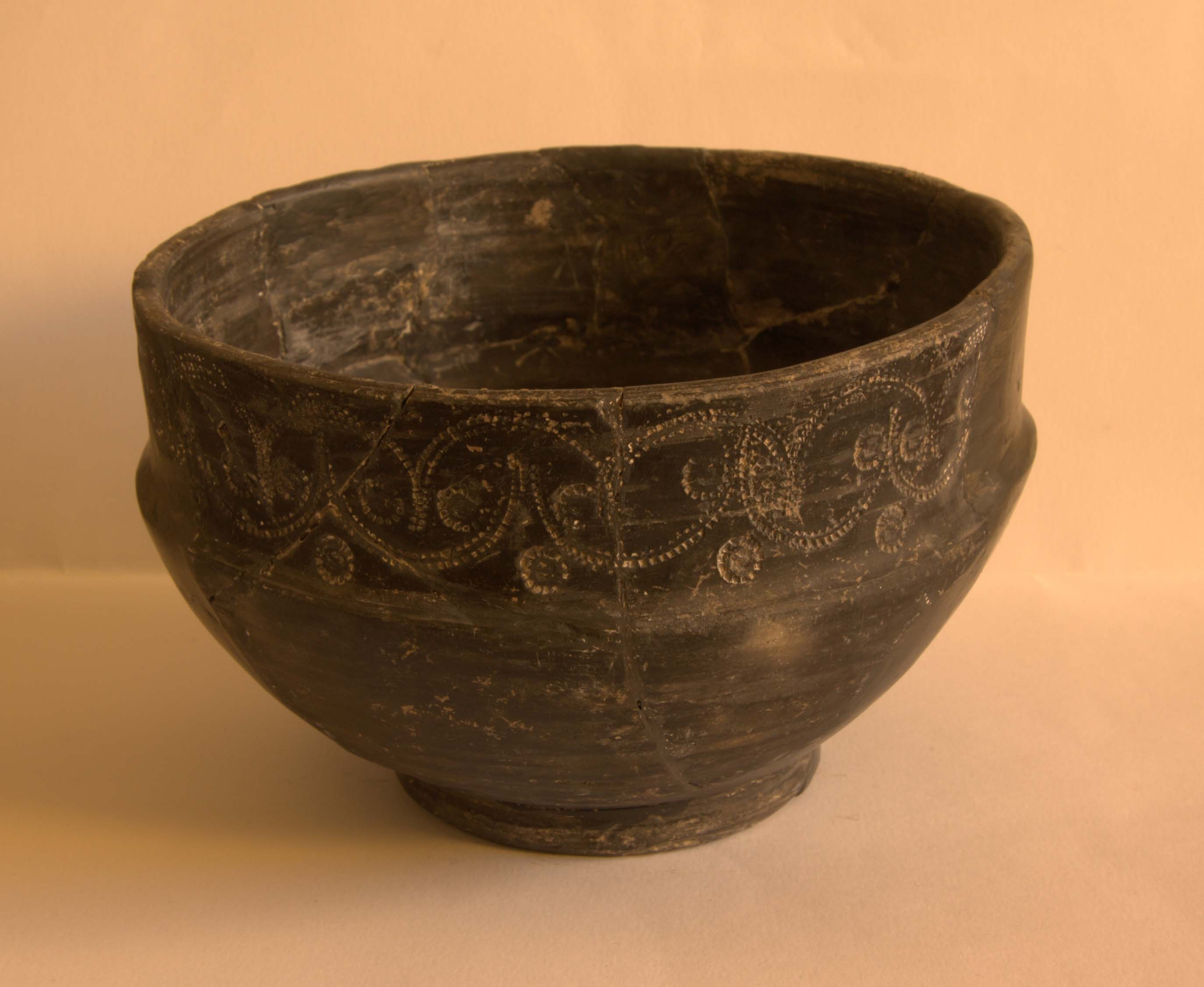
Cerámica gris estampillada.

En este sector se ha venido excavando desde el año 2007 al 2013, documentándose la presencia de un gran complejo habitacional de más de 20 metros de longitud, que cuenta con 8 habitaciones. Algunas de estas habitaciones han podido ser relacionadas con diferentes utilidades, principalmente como almacenes, dada la gran cantidad de restos de fauna que aparecen en el interior de estas estancias. Actualmente sabemos que un incendio destruyó todo este complejo habitacional, el cual volvió a ser reocupado posteriormente. Este incendio preservó perfectamente los materiales arqueológicos que allí se encontraban, deparándonos un enorme volumen de restos arqueológicos. Esta zona habitacional estaría en uso desde finales del siglo V d. C., hasta el siglo VII d. C.
Durante las campañas de excavaciones de 2013 a 2015 se intervino en una nueva zona habitacional, localizada en la zona suroeste del poblado, donde se han identificado varias habitaciones, donde se contenían numerosos restos cerámicos, así como una importante zona destinada al almacenamiento de cereales.
Estudio realizado por: María Luisa Osete, Saioa Campuzano, Alberto Molina Cardín, Javier Carmona y Gregg McIntosh (Universidad Complutense de Madrid).

## Paleomagnetismo
Durante la campaña de excavaciones del año 2014, se realizó un estudio de paleomagnetismo desarrollado por el equipo de la Universidad Complutense de Madrid, dirigido por la Profesora Dra. María Luisa Osete, en colaboración con el equipo de Zamora Protohistórica. Este estudio se centró en las estructuras de combustión localizadas en el yacimiento de El Castillón, en concreto en varios de los hornos domésticos (Sondeo 3) que presentaban unas condiciones óptimas para su estudio, así como en un hogar localizado en el Sondeo 7.
El objetivo de este análisis era poder conocer las características concretas de estas estructuras, desde las temperaturas que podrían haber alcanzado, la determinación de su funcionalidad así como una posible cronología, que en relación con otro tipo de dataciones realizadas y el estudio estratigráfico de los contextos y materiales, nos ayudasen a poder conocer el tiempo durante el cual estuvieron en uso.
Este estudio analiza materiales arqueológicos para conocer así la evolución del campo magnético terrestre en el pasado y la evolución del mismo a lo largo del tiempo. Estos novedosos análisis nos han permitido tener una información muy valiosa, nos indican un uso doméstico de estos hornos, que no habrían llegado a alcanzar temperaturas muy elevadas pero si lo suficiente para una función doméstica de cocina.
En cuanto a la datación de los mismos, la curva magnética que se ha podido trazar, nos muestra como estos elementos no se habrían utilizado más allá del año 900 d. C., lo cual, junto con la estratigrafía registrada, las dataciones de C14 y los materiales arqueológicos asociados a estos elementos, los situarían en un momento avanzado del siglo VI d. C.

## Magnetometría
En mayo de 2013 se realizó la primera prospección mediante Magnetometría, realizada por la empresa Arbotante Patrimonio e Innovación S.L., en diferentes sectores del yacimiento de El Castillón.
El objetivo de esta prospección de magnetometría es el de conocer los datos que nos ofrece esta nueva tecnología antes de realizar un sondeo arqueológico, con el objetivo de poder contrastarlo posteriormente con la experiencia y los resultados que nos ofrece la excavación arqueológica
Tras la realización de la magnetometría se llevaron a cabo dos sondeos en la zona interna, el primero de ellos vinculado con el Sector metalúrgico y el segundo en el denominado Sector Sur, donde se llevó a cabo una excavación arqueológica (Sondeo 7) que nos permitió obtener unos resultados positivos que evidenciaban la presencia de una vivienda de gran tamaño, donde se documentaron zonas que habían sido expuestas al fuego.
En la zona externa del poblado se realizaron un total de 10 sondeos, con la intención de poder localizar estructuras asociadas al poblado en su área externa, que pudiesen ser objeto de una campaña de excavaciones en el futuro.
Todos los resultados han sido presentados en diversos congresos de arqueología y recogidos en varias publicaciones, con la finalidad de mostrar a la comunidad científica los resultados de estos trabajos.

## Materiales
Hasta el momento los materiales encontrados nos remontan a un periodo tardoantiguo que se situaría a finales del siglo V d. C. Entre algunos de los elementos más destacados tenemos las cerámicas, de la cual hay una gran variedad, con un alto porcentaje de decoraciones. Entre estas cerámica, destaca la terra sigillata hispánica tardía (TSHT), y las cerámicas grises estampilladas, además de un amplio repertorio de ollas, cuencos, platos, jarras, dolia, etc. Entre el resto de materiales destacan algunos significativos, como cuentas de collar de vidrio, un oscilatorio de bronce, una fíbula de bronce del tipo Vyskov, un botón de hueso decorado, una punta de flecha de hierro, un pequeño anillo de bronce, etc.

## Arqueólogos
Hasta la fecha han participado más de 200 arqueólogos de todas las comunidades autónomas de España, así como de diferentes países como: Francia, Italia, Portugal, Reino Unido, Polonia, Irlanda, Eslovaquia, Lituania, Rusia, Suiza, Grecia, Rumania, Argentina, Tanzania, EE. UU., Canadá, Brasil, México, Taiwán, Australia o Bolivia.